# Gaetano Francesco Caetani, IX duca di Sermoneta
Gaetano Francesco Caetani, IX duca di Sermoneta (Palermo, 6 marzo 1656 – Caserta, 5 settembre 1716), è stato un nobile italiano.

## Biografia
Gaetano Francesco nacque il 6 marzo 1656, figlio primogenito di Filippo II Caetani, principe di Caserta, e di sua moglie, Topazia Gaetani dei marchesi di Sortino. Suo nonno paterno era Francesco Caetani, VIII duca di Sermoneta e principe ex uxore di Caserta. Nacque a Palermo, dove suo padre si era rifugiato in fuga da Roma dopo aver ucciso, pare per motivi amorosi, il conte Beroaldi e un suo servo. Quando Gaetano aveva appena sette anni, Alessandro VII consentì a Filippo ed alla sua famiglia di rientrare nel feudo di Sermoneta dopo che lo stesso piccolo Gaetano Francesco, accompagnato dal cardinale Portocarrero, si era portato a Roma per implorare il papa che rimettesse la pena di morte e la confisca dei beni che gravavano sul capo del padre.
Il 20 gennaio 1680 Gaetano Francesco sposò Costanza Barberini, pronipote di papa Urbano VIII e figlia di Maffeo Barberini, II principe di Palestrina. Nel 1702, rinunciando alla politica filo-spagnola inaugurata e perseguita dai suoi antenati, prese parte alla cosiddetta congiura di Macchia (che prende il suo nome da uno dei suoi partecipanti, il principe Gaetano Gambacorta, principe di Macchia) per rovesciare Filippo V di Spagna (della dinastia dei Borboni di Francia, succeduta agli Asburgo di Spagna) dal trono di Napoli ed instaurarvi la casa degli Asburgo d'Austria.
In quanto principe di Caserta ed uno dei principali aristocratici del regno meridionale, Gaetano Francesco garantì agli imperatori d'Austria il massimo appoggio nell'operazione da parte dei nobili napoletani. Da Vienna, l'imperatore Leopoldo I inviò in ambasceria il barone Franz Freiherr von Chassinet per seguire lo sviluppo della situazione a Roma, con l'intento di organizzare un gruppo di milizie da raggruppare a Sermoneta da cui far partire in una spedizione contro Napoli prevista in quell'anno. Tuttavia la congiura venne scoperta e fallì; Filippo V condannò a morte Gaetano Francesco, mentre il papa lo privò del feudo di Sermoneta e lo bandì dallo Stato della Chiesa. La rocca di Sermoneta venne occupata dalle truppe pontificie, le quali ad ogni modo non distrussero il castello, che pure continuava a rivestire una grande importanza nel passaggio verso il regno di Napoli.
Il Caetani abbandonò frettolosamente Roma e partì alla volta di Vienna col figlio Michelangelo, il medico Ferdinando Colavacchi ed un ristretto gruppo di fedelissimi. Sotto la protezione dell'imperatore, ad ogni modo, Gaetano Francesco non risolse i problemi finanziari della sua famiglia che continuava a versare nelle peggiori condizioni dopo la confisca dei ricchi beni della casata. Sempre a Vienna, Gaetano Francesco, che aveva persa la prima moglie nel 1687, si risposò nel 1707 con la nobile austriaca Maria Charlotte von Rappach. Ottenne il perdono del pontefice e la possibilità di rientrare a Roma nel 1711, ma decise di trasmettere tutti i suoi beni al figlio Michelangelo, ritirandosi a vita privata nella sua residenza di Caserta, dove morì nel 1716.

## Discendenza
Dalla prima moglie Costanza Barberini (1657-1687) ebbe cinque figli:
- Eleonora (2 luglio 1682 - 15 aprile 1762), sposò nel 1699 Francesco Caracciolo (1674 - 1752), conte di Buccino, duca di Martina;
- Michelangelo (1685 - 1759), suo erede e successore;
- Anna (168.. - dopo il 1723); sposò nel 1718 Giuseppe de' Medici (1688 - 1743), principe di Ottaiano
- Anna Costanza, monaca nel convento dei S.S. Domenico e Sisto a Roma;
- Lucrezia, monaca nel convento di Tor de' Specchi a Roma (morta in giovane età)

Dalla seconda moglie Maria Charlotte von Rappach (?-dopo il 1716) ebbe tre figlie:
- Maria Isabella (17 luglio 1709 - in tenera età);
- Maria Elisabetta (2 luglio 1714 - in tenera età);
- Francesca di Paola, detta Paolina (c. 1716 - ?), sposò il 29 aprile 1730 Stefano Marini

Ebbe inoltre un figlio illegittimo da Isabella Ciceromella, Andrea Girolamo (26 gennaio 1789-dopo il 1735).

## Albero genealogico
|                                                      |                |                                                       | Genitori                                                  |  |  | Nonni |  |  | Bisnonni                               |  |  | Trisnonni                            |  |
|                                                      |                |                                                       |                                                           |  |  |       |  |  | Filippo Caetani, VII duca di Sermoneta |  |  | Onorato Caetani, V duca di Sermoneta |  |
|                                                      |                |                                                       |                                                           |  |  |       |  |  | Filippo Caetani, VII duca di Sermoneta |  |  | Onorato Caetani, V duca di Sermoneta |  |
|                                                      |                | Agnesina Colonna                                      |                                                           |  |  |       |  |  | Filippo Caetani, VII duca di Sermoneta |  |  |                                      |  |
| Francesco Caetani, VIII duca di Sermoneta            |                |                                                       |                                                           |  |  |       |  |  | Filippo Caetani, VII duca di Sermoneta |  |  |                                      |  |
|                                                      |                | Camilla Gaetani d'Aragona                             | Luigi Caetani d'Aragona, IV duca di Traetto               |  |  |       |  |  |                                        |  |  |                                      |  |
|                                                      |                | Camilla Gaetani d'Aragona                             | Luigi Caetani d'Aragona, IV duca di Traetto               |  |  |       |  |  |                                        |  |  |                                      |  |
|                                                      |                | Camilla Gaetani d'Aragona                             | Cornelia Carafa                                           |  |  |       |  |  |                                        |  |  |                                      |  |
| Filippo Caetani, IV principe di Caserta              |                | Camilla Gaetani d'Aragona                             |                                                           |  |  |       |  |  |                                        |  |  |                                      |  |
|                                                      |                | Matteo Acquaviva d'Aragona, II principe di Caserta    | Giulio Antonio Acquaviva d'Aragona, I principe di Caserta |  |  |       |  |  |                                        |  |  |                                      |  |
|                                                      |                | Matteo Acquaviva d'Aragona, II principe di Caserta    | Giulio Antonio Acquaviva d'Aragona, I principe di Caserta |  |  |       |  |  |                                        |  |  |                                      |  |
|                                                      |                | Matteo Acquaviva d'Aragona, II principe di Caserta    | Vittoria de Lannoy                                        |  |  |       |  |  |                                        |  |  |                                      |  |
| Anna Acquaviva d'Aragona, III principessa di Caserta |                | Matteo Acquaviva d'Aragona, II principe di Caserta    |                                                           |  |  |       |  |  |                                        |  |  |                                      |  |
|                                                      |                | Isabella Caracciolo                                   | Carlo Caracciolo, conte di Sant'Angelo                    |  |  |       |  |  |                                        |  |  |                                      |  |
|                                                      |                | Isabella Caracciolo                                   | Carlo Caracciolo, conte di Sant'Angelo                    |  |  |       |  |  |                                        |  |  |                                      |  |
|                                                      |                | Isabella Caracciolo                                   | Ana de Mendoza                                            |  |  |       |  |  |                                        |  |  |                                      |  |
| Gaetano Francesco Caetani, IX duca di Sermoneta      |                | Isabella Caracciolo                                   |                                                           |  |  |       |  |  |                                        |  |  |                                      |  |
|                                                      | Cesare Caetani | Pietro Caetani, barone del Cassero                    |                                                           |  |  |       |  |  |                                        |  |  |                                      |  |
|                                                      | Cesare Caetani | Pietro Caetani, barone del Cassero                    |                                                           |  |  |       |  |  |                                        |  |  |                                      |  |
|                                                      | Cesare Caetani | Giovanna di Moncada                                   |                                                           |  |  |       |  |  |                                        |  |  |                                      |  |
| Pietro Caetani, marchese di Sortino                  | Cesare Caetani |                                                       |                                                           |  |  |       |  |  |                                        |  |  |                                      |  |
|                                                      |                | Anna Del Carretto                                     | …                                                         |  |  |       |  |  |                                        |  |  |                                      |  |
|                                                      |                | Anna Del Carretto                                     | …                                                         |  |  |       |  |  |                                        |  |  |                                      |  |
|                                                      |                | Anna Del Carretto                                     | …                                                         |  |  |       |  |  |                                        |  |  |                                      |  |
| Topazia Caetani                                      |                | Anna Del Carretto                                     |                                                           |  |  |       |  |  |                                        |  |  |                                      |  |
|                                                      |                | Giacomo Antonio Saccano Naselli, barone di Casalnuovo | Baldassarre Saccano Naselli, barone di Monforte           |  |  |       |  |  |                                        |  |  |                                      |  |
|                                                      |                | Giacomo Antonio Saccano Naselli, barone di Casalnuovo | Baldassarre Saccano Naselli, barone di Monforte           |  |  |       |  |  |                                        |  |  |                                      |  |
|                                                      |                | Giacomo Antonio Saccano Naselli, barone di Casalnuovo | Antonella Lanza e Alagona                                 |  |  |       |  |  |                                        |  |  |                                      |  |
| Antonia Saccano Naselli                              |                | Giacomo Antonio Saccano Naselli, barone di Casalnuovo |                                                           |  |  |       |  |  |                                        |  |  |                                      |  |
|                                                      |                | Topazia Saccano                                       | …                                                         |  |  |       |  |  |                                        |  |  |                                      |  |
|                                                      |                | Topazia Saccano                                       | …                                                         |  |  |       |  |  |                                        |  |  |                                      |  |
|                                                      |                | Topazia Saccano                                       | …                                                         |  |  |       |  |  |                                        |  |  |                                      |  |
|                                                      |                | Topazia Saccano                                       |                                                           |  |  |       |  |  |                                        |  |  |                                      |  |